# Juelsminde
Juelsminde er en havneby ved den yderste nordlige ende af Vejle Fjord med 4.009 indbyggere  (2024), beliggende 23 km sydøst for Horsens, 32 km øst for Vejle og 26 km østsydøst for Hedensted. Byen hører til Hedensted Kommune og ligger i Region Midtjylland. I 1970-2006 var Juelsminde kommunesæde i Juelsminde Kommune.

## Sogne og kirker
Den vestlige trediedel af Juelsminde hører til Klakring Sogn. Resten hører til Juelsminde Sogn, som i 1979 blev udskilt fra
Klakring Sogn. I byen ligger Klakring Kirke fra 1200-tallet og Juelsminde Kirke fra 1913.

## Seværdigheder
- Juelsminde Havnemuseum fik i 2018 udstillingen udvidet med en skibssimulator af den slags, der bruges til uddannelse af rigtige skibsofficerer. Her kan man styre lodsbåd, færge eller containerskib i blæst og storm.[2]
- Juelsminde Naturlegepark er anlagt ved siden af Odelsbjerget og udnytter dets naturlige skrænt til svævebaner. Der er klatretårne, Tarzanbane, trampoliner, multibane, fitnesscirkel mv. Anlægget har kostet 8 mio.[3]
- Juelsminde har gode badestrande ved Sandbjerg Vig nord for byen og Grønbjerggård Strand på sydkysten. Man kan også opleve Bjørnsknude, hvor Kattegat og Lillebælt slår sammen.
- Kyststien Snaptun-Juelsminde er på 22 km. Den går bl.a. gennem Palsgaard gods og park og voldstedet hvor det ældste Palsgaard lå.
- Palsgaard ligger 6 km nord for Juelsminde. Der er offentlig adgang til den 21 ha store slotspark, som rummer mange sjældne planter. I de senere år er der opstillet moderne skulpturer. Parken har siden 1972 dannet ramme om Palsgaard Sommerspil.
- Anker fra Fregatten Jylland, som er placeret på stormolen på Juelsminde havn. Fregatten Jylland lå opankret i Sandbjerg Vig ved Juelsminde fra 1912 til 1925. Under en isvinter mistede skibet to ankre, hvor det ene altså sidenhen blev bjerget og i dag er byens vartegn og indgår i byvåbnet.

## Faciliteter
- Juelsminde Skole har 430 elever, fordelt på 0.-10. klassetrin, og 60 ansatte.[4]
- Birkelund Plejehjem er bygget i 1965 og flere gange om- og tilbygget, senest i 1999. Det har 69 lejligheder med 1, 1½ og 2 værelser.[5]
- Juelsminde Havn og Marina blev i 2011 udvidet fra 350 til 500 bådpladser. Det ledte til, at havnen blev kåret som Årets Havn 2012.[6]
- Hotel Juelsminde Strand har tidligere været kursusejendom. Det blev i 2015 købt af Danske Hoteller A/S. Det har 70 værelser.
- Byen har 3 supermarkeder, 4 restauranter, sportshaller, bibliotek, lægehus, tandlæge og lokalpoliti.

## Historie
På det høje målebordsblad fra 1800-tallet ses områdets højeste punkt, det 21 m høje Odelsbjerg. Her har været et voldsted, som blev fredet i 1937. Ved bjerget ligger gården Juelsminde, som senere blev kro. Desuden ses Hellebjerg Mølle ved en lille bæk, markedsplads ved stranden, skovfogedhus, Grønbjerg Gård og en gruppe Strandhuse på vejen ud til Bjørnsknude.

### Stationsbyen
I 1904 blev Klakring Sogn beskrevet således:"Klakring (1420: Clachrund) med Kirke (noget V. for Byen), to Skoler (østre og vestre), Forsamlingshus (opf. 1898), Sparekasse for As-Klakring S. (opr. 1882...Antal af Konti 476), Andelsmejeri, Jærnbane- og Telegrafst.; Vesterby med Jærnbanehpl.; Juelsminde Stationsby, ved Sandbjærg Vig, med Skole, Kystsanatorium for kirtelsvage Børn (opf. 1901-2), Badehotel, Gæstgiveri, Handelsetablissement, Teglværk, Havn, anlagt 1896 (indtil 17 F. Dybde; fast, rødt Fyr), Endestation for Horsens-Juelsminde Banen, Telegraf- og Telefonst. (indtil Midten af 19. Aarh. var der herfra Overfart til Bogense)."

### Jernbanen
Horsens-Juelsminde Jernbane var i drift 1884-1957. Som endestation havde Juelsminde 4 spor ved stationen, drejeskive, tosporet dampremise og ensporet motorremise. Der blev lagt havnespor da havnen blev anlagt i 1896, og der var sidespor til teglværket. Som stationsbygning fandtes kun en "midlertidig" træbygning, der blev revet ned i 2001. Havnemuseet har en model af stationsterrænet og havnen på banens tid.
Klakring Station er bevaret på Klakring Stationsvej 14. 100 meter af den høje banedæmning gennem Juelsminde er bevaret nordøst for Lupinvej som del af stien mellem Petersmindevej og Tofteskovvej.

### Fregatten Jylland
Fregatten Jyllands anker er Juelsmindes vartegn. Fregatten blev i 1908 sat til salg for at blive ophugget, men den blev i 1912 købt af godsejer Einer Schou fra Palsgård og lå indtil hans død i 1925 opankret i Sandbjerg Vig. Den blev en stor turistattraktion, og den fungerede som radiotelegrafistation for telegrafistskolen i Svendborg. Man stod i daglig kontakt med senderen i Eiffeltårnet i Paris, og når den meldte at klokken var 12, affyrede kaptajn Christensen en salutkanon, som hele Bjerre Herred kunne stille urene efter.
En vinter frøs fregatten fast i isen og drev ved tøbrud med isen ud af vigen, hvorved den mistede storankret. Det blev senere fundet af en fisker og bjerget i land på havnens Stormole. Da man i 1933 indviede en mindepark for Einer Schou, der også havde skænket byen dens kirke, flyttede man ankeret op til mindeparken. I 2011 blev det flyttet tilbage til Stormolen, hvorfra man kan se stedet hvor fregatten var opankret.

### Færgefart
Færgelejet og Liniepavillonen findes endnu. Mange selskaber har drevet færgefart ad "Den lige Linje" Juelsminde-Kalundborg indtil Storebæltsforbindelsen i 1997-98 gjorde det urentabelt.
Juelsminde-Kalundborg Linien blev indviet i 1962 med færgerne "Julle", "Kalle" og i de næste 2 år "Mille" og "Lasse". Linien var et datterselskab af Dansk-Fransk Dampskibsselskab, som gik konkurs i 1979. Juelsminde-Kalundborg Linien var i 1970 fusioneret med Grenaa-Hundested Færgefart til selskabet Jydsk Færgefart A/S, som blev videreført trods moderselskabets konkurs.
DFDS overtog i 1981 aktiemajoriteten i Dansk-Fransk Dampskibsselskab, men ønskede ikke at overtage Juelsminde-Kalundborg Linien, som igen blev et selvstændigt selskab. Kommunerne sikrede dets økonomi i 5 år, og kommanditselskabet Difko XVI udbød anparter, så man kunne overtage færgen "Kalle III". I 1985 gik selskabet konkurs, og færgeruten blev indstillet.
En vognmand fra Kalundborg stiftede et nyt rederi, som han kaldte Trailer Ruten, for den tog ikke passagerer med. Den blev indstillet i 1990. I 1990-1996 drev Mercandia Rederierne I/S "Kattegatbroen", igen med både biler og passagerer.

### Bogense?
I august 2007 fremlagde Infrastrukturkommissionen et arbejdspapir, hvor en fast forbindelse med både jernbane og motorvej mellem Juelsminde og Bogense blev foreslået. En direkte motorvej mellem Horsens og Odense ville aflaste trafikken i Trekantområdet og på Vestfyn. Da der er 15 km i luftlinje mellem Juelsminde og Bogense, var det et kæmpeprojekt, og der var ikke stor lokal begejstring over det.

## Galleri
- Skolen
- Hallerne
- Camping/vandrerhjem
- Lystbådehavnen
- Liniepavillonen
- Birkelund Plejecenter